# Impression, soleil levant

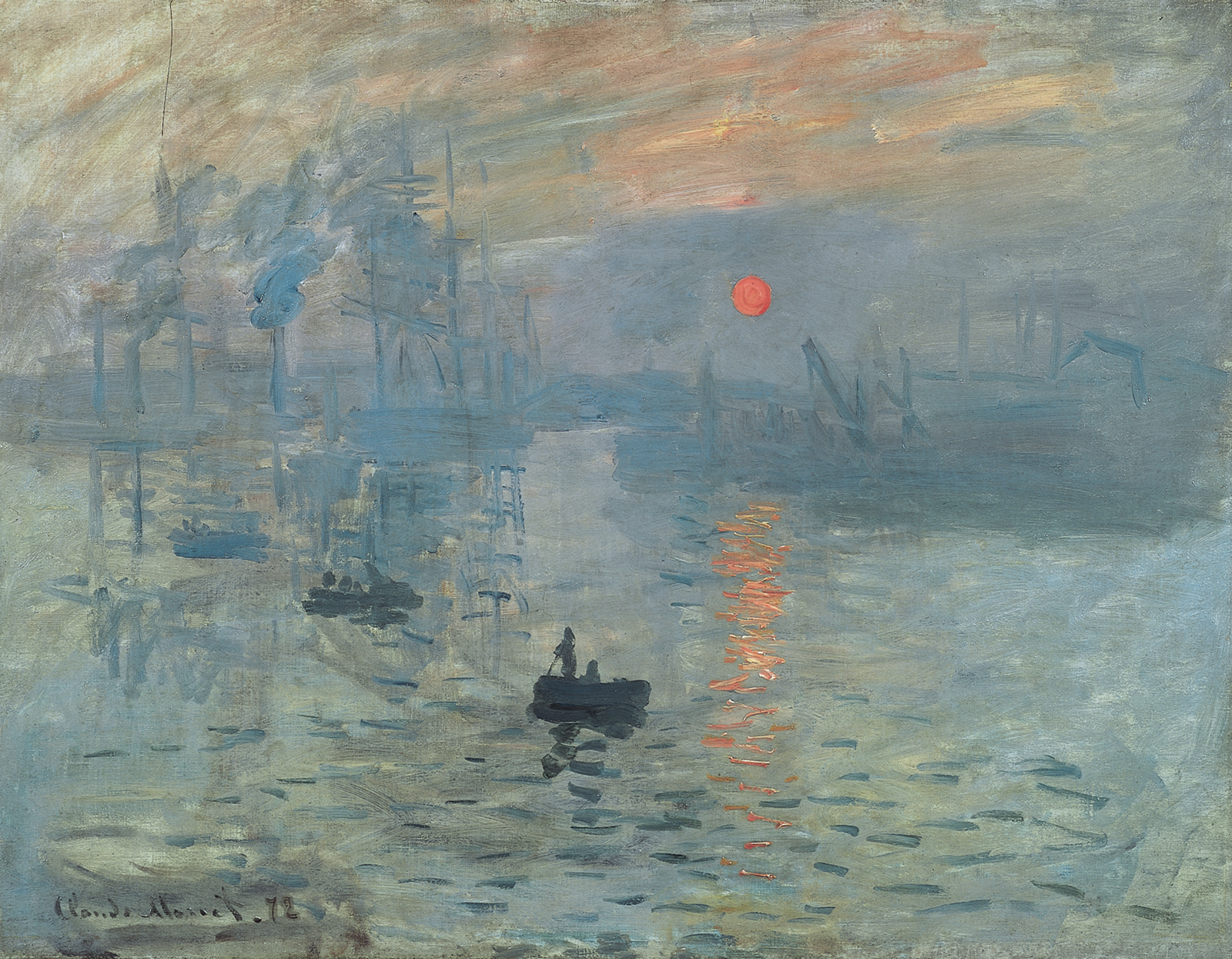
Claude Monet, Impression, soleil levant, 1872

Impression, soleil levant (Impressie, opkomende zon) is een schilderij van de Franse kunstschilder Claude Monet uit 1872, waaraan de kunststroming impressionisme haar naam ontleent.
Het onderwerp van het schilderij is de haven van Le Havre op een mistige dag, geschilderd in zeer losse verftoetsen, die het onderwerp eerder suggereren dan echt omlijnen. In een blauwachtige mist zien we, naast een klein bootje,  nauwelijks de masten van enkele zeilschepen en op de achtergrond, bijna onzichtbaar in de mist, de kades met kranen en schoorstenen geschetst met enkele verticale en schuine lijnen. De oranje zon, net boven de horizon, tekent een lichtstraal op het water. Monet vangt het vluchtige moment waar land, water en lucht in de nevel nog één lijken te zijn voor het felle daglicht alles scherp zal aftekenen. 
De meest waarschijnlijke datum voor het ontstaan van het schilderij blijkt volgens een zeer recente studie 13 november 1872 te zijn. Het werk is linksonder gesigneerd met “Monet 72” en maakt sinds 1940 deel uit van de collectie van het Musée Marmottan Monet in Parijs. De naam “impressionisme” maakte snel furore, maar het werk zelf werd zeer snel vergeten, het zou tot mei 1931 duren voor het werk terug aan het publiek werd getoond.

## Geschiedenis
Het werk werd op 15 april 1874 tentoongesteld in het voormalige atelier van de fotograaf Nadar op de eerste tentoonstelling van de impressionisten, georganiseerd door de Groupe des Batignolles, de groep vrienden rond Édouard Manet, waar ze hun werken die meestal geweigerd werden door het officiële academische Salon de Paris op eigen initiatief exposeerden. Monet zei in 1897 zelf over dit doek: J’avais envoyé une chose faite au Havre, de ma fenêtre, du soleil dans la buée et au premier plan quelques mâts de navires pointant… On me demande le titre pour le catalogue, ça ne pouvait vraiment pas passer pour une vue du Havre; je répondis: “mettez impression”. De catalogus werd opgesteld door Edmond Renoir, broer van de beroemde schilder Pierre-Auguste Renoir, die aan Impression de subtitel soleil levant toevoegde.
De criticus Louis Leroy, die vond dat het werk nogal vrij geschilderd en eigenlijk niet af was, schreef een venijnige kritiek in het satirische blad Le Charivari onder de titel: "De tentoonstelling van de impressionisten" en gaf zo onbedoeld een naam aan de groep van schilders rondom Monet en aan de kunststroming die uit deze schilderstijl ontstond. Leroy was trouwens niet de enige die het werk niet kon appreciëren, Montifaud had het over een "kinderlijk werk van een scholier die voor het eerst wat met verf zit te kladden".
In mei 1874 wordt het werk gekocht door de verzamelaar Ernest Hoschedé voor de som van 800 francs. Vier jaar later, bij het failliet van Hoschedé, wordt het schilderij voor 210 francs verkocht aan dokter Georges de Bellio, die het werk nalaat aan zijn dochter Victorine. Het doek werd intussen hernoemd tot Impression, soleil couchant. Victorine de Bellio schenkt het schilderij aan het Musée Marmottan in 1940 waar het onder zijn nieuwe naam wordt opgenomen in de collectie. Het is pas in 1965 dat het werk terug onder zijn originele naam werd gecatalogiseerd. 
Het schilderij werd gestolen uit het museum in 1985 en teruggevonden in 1990. Sinds 1991 is het daar weer te zien.

## Studie
In 1975 wordt het in een ‘catalogue raisonnée’ van Daniel Wildenstein gedateerd op 1873 omdat men zeker was dat Monet toen in Normandië was. Naar aanleiding van de tentoonstelling gewijd aan het werk van 18 september 2014 tot 18 januari 2015 werd een multidisciplinaire studie van het werk uitgevoerd die de ontstaansgeschiedenis trachtte te reconstrueren. 

### Onderwerp
Er zijn geen bronnen bekend over de plaats waar Monet het werk schilderde maar het is zeer waarschijnlijk dat hij werkte vanuit het raam van zijn kamer op de tweede of de derde verdieping van het Hôtel de l’Amirauté, dat gelegen was op de Grand Quai, nu de quai de Southampton. Monet logeerde daar twee jaar later ook en het hotel was in die tijd bekend als het betere van Le Havre. Monet schilderde daar drie marines, waaronder Impression, soleil levant.
Monet schilderde het werk waarschijnlijk in een zeer korte tijd. Hij begon met het zicht op de haven in de mist met de zon en de weerkaatsing van het licht op het water. De boten vooraan werden op het einde toegevoegd. Men herkent op het doek het dok dat naar de sluis van de trans-Atlantische schepen ging. De deuren van de sluis staan open en de kade links van de sluis wordt aangeduid met een rokende schouw en het silhouet van enkele kranen. Links op het doek ziet men de quai au Bois met het gebouw met de schouw waar de stoommachines stonden die gebruikt werden voor het leegpompen van de droogdokken. Het zicht dat Monet geeft op de haven, leunt aan bij wat te zien is op een postkaart van omstreeks 1900.

### Zonsopgang of zonsondergang
In de catalogus uitgegeven bij de verkoop van de collectie Hoschedé in 1878 werd het werk van Monet opgegeven als Impression, soleil couchant. van een zonsopgang was het plots een zonsondergang geworden. Deze naam werd achteraf overgenomen in een groot aantal publicaties. Na analyse van het standpunt van de schilder, de ligging van de haven en de stand van de zon op het schilderij kon men berekenen dat de zon moet opgegaan zijn aan de horizon met een azimut tussen 117° en 122°. De stand van de zon op het schilderij heeft een azimut tussen 123° en 127°. Voor Le Havre situeert de zonsopgang zich tweemaal per jaar op dat punt namelijk omstreeks midden november en eind januari. De hoogte van de zon werd geschat in functie van de doormeter van de geschilderde zonneschijf, maar ook in functie van de hoogte van de masten van de zeilschepen in het Mi-Marée dok en het standpunt van de schilder. Op basis hiervan schat men de hoogte van de zon op 2 à 3° boven de horizon wat correspondeert met 20 à 30 minuten na zonsopgang. Uit dit alles kan men besluiten dat zonder twijfel een zonsopgang was die hier geschilderd werd.

### Het getij
In de haven van Le Havre kent het getij een vrij bijzonder verloop. De hoogwaterstand blijft gedurende ongeveer een uur aangehouden. Dit liet toe de sluizen van de grote dokken over een periode van ongeveer drie uur rondom het hoogtij open te laten, de situatie die op het schilderij is te zien. Op basis hiervan, van astronomische berekeningen en van getijdentabellen met de waterhoogte aan de sluizen van Le Havre kon men een aantal data berekenen die in aanmerking komen voor het tijdstip dat het doek zou geschilderd zijn namelijk: 21-25 januari 1872 tussen 8u00 en 8u10, 11-15 november 1872 tussen 7u25
en 7u35, 25-26 januari 1873 om 8u05 en 14-20 november 1873 tussen 7u30 en 7u40. Voor die data klopt de stand van de zon met de hoogte van het water die nodig was om met grote zeilschepen (op de voorgrond van het doek) in de voorhaven te manoeuvreren.

### Meteorologische waarnemingen
Op basis van meteorologische waarnemingen die in The Times voor 1872 dagelijks gepubliceerd werden, onder meer voor de kanaalzone en van de waarnemingen van het Observatorium van Parijs voor 1873 kon men de lijst van mogelijke data nog beperken omwille van storm- en regenweer op een aantal dagen. Na deze eliminaties bleven nog zes dagen over die wat betreft stand van de zon, hoogte van het getij en weersomstandigheden in aanmerking komen als datum voor de totstandkoming van het werk. Als men dan nog rekening houdt met de richting van de rook uit de schouw die Monet schetste kan men het aantal mogelijke dagen verder beperken. De rook gaat van links naar rechts omhoog op het doek wat duidt op westenwind en slechts op twee dagen was aan die voorwaarde ook voldaan, namelijk op 13 november 1872 en op 25 januari 1873. Gezien de datering van Monet geeft Géraldine Lefebvre in haar essay in de tentoonstellingscatalogus de voorkeur aan 13 november 1872.

### Conclusie
Op basis van deze studie kwamen de experts tot de conclusie dat het schilderij zeker een zonsopgang voorstelt en niet gemaakt werd tussen april en maart 1873, data waar de vroegere datering naar verwees. Maar ook nu blijven de resultaten nog steeds steken in het stadium van een hypothese omdat de veronderstelling die aan de basis ligt, namelijk dat Monet exact weergaf wat hij die bepaalde dag zag door het venster van zijn hotel, niet bewezen is.
Alleszins toont deze studie aan dat de multidisciplinaire aanpak van topografie, hydrografie, astronomie en meteorologie tot verrassende kunsthistorische conclusies kan leiden.